# 음력 1월 26일
음력 1월 26일은 음력 1월의 26번째 날이다.

## 문화
- 1965년 - 광복회 설립.

## 탄생
- 1981년 - 대한민국의 희극인 곽현화.
- 1990년 - 대한민국의 배우 강하늘.
- 1996년 - 대한민국의 래퍼 진진 (아스트로).
- 1997년 - 대한민국의 가수 유주 (체리블렛).

## 같이 보기
- 음력 360일: 1월 2월 3월 4월 5월 6월 7월 8월 9월 10월 11월 12월
- 전날:1월 25일 다음날:1월 27일 - 전달:12월 26일 다음달:2월 26일
- 양력:1월 26일
- 음력, 윤달